# Carl Correns
Carl Erich Correns (ur. 19 września 1864 w Monachium, zm. 14 lutego 1933 w Berlinie) – niemiecki genetyk i botanik. 

## Życiorys
Był w latach 1892-1902 profesorem na Uniwersytecie w Tybindze, następnie do 1909 na  Uniwersytecie w Lipsku oraz dyrektorem Kaiser-Wilhelm-Institut für Biologie w Berlinie. Jednocześnie z Erichem Tschermakiem i Hugo de Vriesem powtórnie odkrył prawa Mendla.
Odkrycia Gregora Mendla dotyczące procesu dziedziczenia cech, dokonane jeszcze w XIX wieku, nie były rozumiane przez świat nauki i początkowo nie uzyskały rozgłosu. Dopiero kiedy w 1900 roku trzej uczeni Hugo de Vries, Carl Correns i Erich Tschermak, niezależnie od siebie potwierdzili wyniki jego prac, powstały warunki dla rozwoju genetyki jako nauki. 
W 1932 nagrodzony Medalem Darwina.